# 空想委員会
空想委員会（くうそういいんかい）は、日本の3人組ロックバンド。所属レコード会社はキングレコード。2008年に結成され、2011年にミニ・アルバム『恋愛下手の作り方』でインディーズデビュー、2014年にシングル『種の起源』でメジャーデビュー。

## メンバー
三浦隆一（ボーカル、ギター、委員長）
青森県八戸市出身。青森県立八戸高等学校、岩手大学卒業。
好きなミュージシャンはナンバーガール、奥田民生、くるり、Perfume、発育ステータス。
空想委員会の活動終了後はシンガーソングライターとして活動している。
2020年5月に自身のYouTubeチャンネル「三浦隆一の物見遊山TV」を開始。
2023年4月3日、大腸癌のため死去。41歳没。訃報は同月7日に公表された。
佐々木直也（ギター）
宮城県出身。
好きなミュージシャンはB'z。
2017年10月4日よりセプテンバーミーのサポートギターとしても活躍。
2023年2月15日に一身上の都合で、同日をもって音楽活動を休止。
岡田典之（ベース）
新潟県現妙高市生まれ、千葉県育ち。
好きなミュージシャンはくるり、槇原敬之。
2019年4月、NegiccoのNao☆と入籍した。

## 略歴
2008年
- 三浦（Vo、G）を中心に結成。
- メンバーが2人加入し、ライブ活動を開始。
- 12月、自主制作盤『議事録』をリリース。

2009年
- ベースが加入するも三浦以外のメンバーが脱退したため、サポートメンバーによる活動を開始。

2010年
- 岡田（B）、佐々木（G）、杉本さおり（Dr.）が正式に加入。
- 5月30日、自主制作盤第一弾『回顧録』をリリース。
- 12月、杉本さおり（Dr.）が脱退し、現行の三人体制となる。

2011年
- 1月19日、自主制作盤第二段『懺悔録』をリリース。
- 2月、サポートドラム兼、顧問としてテディがサポートに入る。
- 10月1日、初の自主企画「特奏本部」を開催。
- 12月28日、BUDDY RECORDSから1stミニアルバム『恋愛下手の作り方』をリリースし、インディーズデビューを果たす。タワーレコードから「タワレコメン」として大プッシュされ、後に2012タワレコメン年間チャート1位を獲得。

2012年
- 3月31日、初のワンマンライブ「恋愛下手の集う場所」を開催。
- 9月19日、1stシングル『完全犯罪彼女』、2ndミニアルバム『僕はまだ必要十分条件を満たしていない。』を2枚同時リリース。
- 10月、2ndミニアルバム『僕はまだ必要十分条件を満たしていない。』の収録曲である「難攻不落ガール」が初のテレビタイアップとなる。
- 11月27日、ライブ会場限定シングル『美女眼鏡 / ワールズエンド』をリリース。

2013年
- 3月6日、TSUTAYAにて『空想委員会活動記録音源・体験盤』の無料レンタルスタート。(～5月31日)
- 3月13日、1st EP『空想見聞録』をリリース。
- 4月14日、インディーズデビューから僅か1年4ヶ月でLIQUIDROOMでのワンマンライブを開催。
- 7月1日、初の自主企画対バンツアー『首謀者：空想委員会 「大歌の改新」第1期』をスタート。(～7月15日)チケットは7公演全てSOLD OUTとなった。
- 11月16日、ライブ会場限定2nd EP『空の罠（上）』をリリース。
- 12月21日、2014年春に、キングレコードからメジャーデビューが決まったことをライブ内で発表。

2014年
- 1月15日、3rd EP『空の罠（下）』をリリース。
- 6月4日、1stフルアルバム『種の起源』でキングレコードからメジャーデビュー。
- 10月8日、メジャー1stシングル『純愛、故に性悪説』をリリース。

2015年
- 1月21日、メジャー1stEP『空想片恋枕草子』をリリース。
- 7月8日、メジャー1stミニアルバム『GPS』をリリース。
- 12月16日、2ndシングル『僕が雪を嫌うわけ/私が雪を待つ理由』をリリース。
- 12月26日、TSUTAYA・GEOレンタル店・他全国CDレンタルショップにて『自己紹介盤＜レンタル限定＞』のレンタルスタート。

2016年
- 2月10日、2ndフルアルバム『ダウトの行進』をリリース。
- 4月27日、3rdシングル『ビジョン/二重螺旋構造』をリリース。「ビジョン」はテレビ東京系アニメ『遊☆戯☆王ARC-V』のエンディングテーマ、「二重螺旋構造」は映画『燐寸少女 マッチショウジョ』の主題歌という、初のWタイアップシングルとなった。
- 9月2日、QVCマリンフィールドにて試合前に国歌斉唱。
- 9月22日、バンド史上最大規模の会場である日比谷野外音楽堂にて、「空想トラベル presents 空想野外大音楽祭」を開催。
- 9月23日、初となる公式ファンクラブ「(株)空想委員会」会員限定ライブイベント、「空想野外大音楽祭 後夜祭」を開催。
- 11月5日、ライブ会場限定コンピレーションアルバム『首謀者：空想委員会 大歌の改新コンピレーションアルバム 第壱章』をリリース。
- 12月21日、メジャー2ndEP『色恋沙汰の音沙汰』をリリース。

2017年
- 4月5日、3rdフルアルバム『デフォルメの青写真』をリリース。
- 12月2日、ファンクラブ会員限定ライブイベント「第一回 株主総会　～もうすぐ三周年感謝祭～」を開催。
- 12月4日、バンド史上初の試みとなるクラウドファンディングが、達成度160％を記録し終了。
- 12月24日、ファンクラブ会員限定ライブイベント「第二回 株主総会　～もうすぐ三周年感謝祭～」を開催。

2018年
- 7月18日、メジャー3rdEP『何色の何』をリリース。
- 8月22日より、初となる2マンシリーズとなる対バンツアー『大歌の改新　一騎打ち編』をスタート（全5公演：〜10月30日）。さらに11月24日、11月25日に、Vo.三浦の所縁の地である盛岡で、初の2会場同時開催＆往来自由となる『大歌の改新　祭り編〜盛岡事変〜』を開催する。
- 12月6日、公式Twitterにおいて、2019年3月31日をもって現体制での活動終了を発表。

2019年
- 1月16日、ラストツアー「空想委員会ラストワンマンツアー『結び』」を開始。
- 1月23日、現体制最初で最後のベスト盤となる『空想録(二〇一一‐二〇一八)』を発売。
- 3月31日、「空想委員会ラストワンマンツアー『結び』」の最終日をヒューリックホール東京で開催し、ラストツアー終了。
- 4月1日、東京・下北沢GARDENでラストライブ「空想委員会ラストワンマンツアー番外編『〆』」を開催し活動終了。

2021年
- 4月15日、公式サイト上で活動再開を発表。

2023年
- 2月15日、公式サイトにて、ギターの佐々木直也が一身上の都合で、同日をもって音楽活動を休止すると発表。
- 4月3日、三浦が死去。
- 7月3日、12月9日での解散を発表。
- 12月9日、解散。本来は同年5月から行われる予定であったツアーのファイナル日（三浦の死去に伴いファイナル以外は中止）であったが、同日のみ「空想委員会ラストワンマンライブ 解散式～委員長ありがとう！～」とツアータイトルを変更して予定通りライブを行った。

## ミュージックビデオ
| 監督       | 曲名                                                                                  |
| ---------- | ------------------------------------------------------------------------------------- |
| 三浦隆一   | 「上書き保存ガール」「マフラー少女」「完全犯罪彼女（2011年 懺悔録ver）」              |
| WAKAME     | 「難攻不落ガール」「波動砲ガールフレンド」                                            |
| 杉元視     | 「プロポーズ」                                                                        |
| スミス     | 「八方塞がり美人」                                                                    |
| 球根栽培   | 「自然選択説」                                                                        |
| 藤安広人   | 「純愛、故に性悪説」                                                                  |
| 森田一平   | 「春恋、覚醒」「僕が雪を嫌うわけ/私が雪を待つ理由(クロスストーリーVer.)」「ビジョン」 |
| 江原慎太郎 | 「劇的夏革命」「不純の歌」「ダウトの行進 Special Video」                              |
| 半崎信朗   | 「ミュージック」                                                                      |
| 太田タイキ | 「色恋狂詩曲」「スタートシグナル」                                                    |
| 祖父江孝人 | 「宛先不明と再配達」「全速力ガール」                                                  |
| 不明       | 「独占禁止法」「エンペラータイム」「劇的夏革命(劇的なTweetで夏革命Ver.) 」            |

## タイアップ一覧
| 使用年     | 曲名               | タイアップ                                                                       |
| ---------- | ------------------ | -------------------------------------------------------------------------------- |
| 空想委員会 |                    |                                                                                  |
| 2012年     | 難攻不落ガール     | 日本テレビ系『クイズ80』10月エンディングテーマ                                   |
| 2014年     | プロポーズ         | 関西テレビ『ミュージャック』2014年2月度エンディングテーマ                        |
| 2014年     | 自然選択説         | テレビ東京系『JAPAN COUNTDOWN』2014年6月度オープニングテーマ                     |
| 2014年     | 八方塞がり美人     | TBS系『COUNT DOWN TV』2014年6月度エンディングテーマ                              |
| 2014年     | 八方塞がり美人     | 東海テレビ『ターゲっちゅ』エンディングテーマ                                     |
| 2014年     | 純愛、故に性悪説   | テレビ東京系『JAPAN COUNTDOWN』2014年10月度エンディングテーマ                    |
| 2014年     | 純愛、故に性悪説   | IBC岩手放送『ミッドナイトシャッフル』エンディングテーマ                          |
| 2014年     | モテ期予備軍       | NHK-FM『ミュージックライン』10・11月度オープニングテーマ                         |
| 2015年     | 春恋、覚醒         | 東海テレビ15局ネット『オトナ養成所 バナナスクール』2015年1月度エンディングテーマ |
| 2015年     | 劇的夏革命         | 日本海テレビ『1ch Music』7月番組エンディングテーマ                               |
| 2015年     | 劇的夏革命         | 熊本朝日放送『駅前TVサタブラ』7月エンディングテーマ                              |
| 2015年     | 劇的夏革命         | 東海テレビ15局ネット『オトナ養成所 バナナスクール』2015年7月度エンディングテーマ |
| 2015年     | 不純の歌           | MBS『女の子宣言! アゲぽよTV』7月度エンディングテーマ                             |
| 2015年     | 不純の歌           | MBS『でいりぃ げっと。』エンディングテーマ                                       |
| 2015年     | 僕が雪を嫌うわけ   | 熊本朝日放送『パチプレTV-R』12月エンディングテーマ                               |
| 2016年     | ミュージック       | テレビ東京系『JAPAN COUNTDOWN』2016年2月度オープニングテーマ                     |
| 2016年     | ミュージック       | フジテレビ系『魁!音楽の時間』2016年2月番組エンディングテーマ                     |
| 2016年     | ビジョン           | テレビ東京系アニメ『遊☆戯☆王ARC-V』エンディングテーマ                            |
| 2016年     | 二重螺旋構造       | 映画『燐寸少女 マッチショウジョ』主題歌                                          |
| 2016年     | ロマンス・トランス | BSフジ『冗談手帖』エンディングテーマ                                             |
| 2018年     | 宛先不明と再配達   | 短編アニメーション『何色の何』主題歌                                             |
| 2018年     | 宛先不明と再配達   | NHK-FM『ミュージックライン』8・9月度オープニングテーマ                           |
| 三浦隆一   |                    |                                                                                  |
| 2021年     | ルポライター       | NHK-FM『ミュージックライン』4・5月度エンディングテーマ                           |
| 2021年     | えん               | 青森放送『今日も!あさぷり』エンディングテーマ                                    |

## ヘビーローテーション/パワープレイ

### テレビ
| 放送年 | 曲名             | ヘビーローテーション/パワープレイ       |
| ------ | ---------------- | --------------------------------------- |
| 2014年 | 八方塞がり美人   | MUSIC ON! TV 2014年6月度M-ON! Recommend |
| 2014年 | 純愛、故に性悪説 | 長崎国際テレビ『AIR』10月度Catch Up!    |

## ライブ

### ワンマンライブ・主催イベント
- 2012年02月-03月 - 『恋愛下手の伝え方ツアー』
- 2012年09月30日 - 『「空想委員会式必要十分条件の証明」公開講座』
- 2012年10月27日 - 『空想委員会フリーライブ　1日体験入学会』
- 2012年11月04日-11月27日（5公演） - 空想委員会『全国一斉秋季特別講習ツアー』
- 2013年04月14日 - 『空想トラベル推奨「学校では教えてくれない修学旅行〜ときめかずメモリアル〜」』
- 2013年07月01日-07月15日（7公演） - 『首謀者：空想委員会「大歌の改新」第一期』
共謀者/KEYTALK/indigo la End/Lyu:Lyu//GOOD ON THE REEL/READ ALOUD/オモイメグラス/BURNOUT SYNDROMES
- 2013年10月06日 - 『空想委員会企画立案「空想委員会 VS てるてる坊主委員会　～ワンマン当日に台風を呼んだ雨バンドに天候ジンクスは通用するのか　実証実験ワンマンライブ～」※企画趣旨がぶれるため、自薦他薦問わず、雨男・雨女の方の参加はご遠慮ください。』
- 2013年11月16日-12月22日（9公演） - 『空想委員会ワンマンツアー「天候ジンクス実証実験ワンマンライブの結果に関する研究論文発表とシンポジウムツアー」』
- 2014年01月30日 - 『空想委員会『空の罠』実演会～あなたは罠にかからずにいられるか～』
- 2014年02月15日-03月09日（8公演） - ゲスの極み乙女。＆空想委員会共同企画イベントツアー
w/SAKANAMON/GOOD ON THE REEL/KEYTALK
- 2014年03月29日 - 『空想委員会ワンマンライブ『自主制作課程卒業記念式典』』
- 2014年03月30日 - 『空想委員会ワンマンライブ『自主制作課程卒業祝い「サウンドファイト」～シャンパンファイトの代わりに音をかけよう～』』
- 2014年04月14日・21日（3公演） - 『選抜広報部員育成特別カリキュラムライブ』
- 2014年06月08日-07月20日（12公演） - 『空想委員会メジャーデビュー記念ワンマンライブツアー「空想進化論の証明」』
- 2014年09月26日-12月18日（31公演） - 『首謀者：空想委員会「大歌の改新」第二期』
(共謀者) 赤い公園/indigo la End/彼女 in the display/GOOD ON THE REEL/GOODWARP/CRAZY VODKA TONIC/黒木渚/go!go!vanillas/QOOLAND/コンテンポラリーな生活/Suck a Stew Dry/さよなら、また今度ね/シナリオアート/cinema staff/SUPER BEAVER/テスラは泣かない。/MAGIC OF LiFE/HOWL BE QUIET/HaKU/BUZZ THE BEARS/phatmans after school/ミソッカス/MONOBRIGHT/ユビキタス/夜の本気ダンス/Lyu:Lyu/0.8秒と衝撃。/LEGO BIG MORL
(下剋上) オモイメグラス/CoolRunnings/CRAZY VODKA TONIC/ココロオークション/the quiet room/polly
- 2015年02月01日 - 『首謀者：空想委員会「大歌の改新」外伝』
- 2015年02月26日 - 『首謀者：空想委員会「大歌の改新」第二期 宴編』
- 2015年04月03日-04月18日（6公演） - 『空想委員会presents「2015年度新歓演奏会」』
w/夜の本気ダンス/Lyu:Lyu/シュノーケル
- 2015年07月12日-07月28日（5公演） - 『空想委員会ワンマンライブツアー「ヒートアイランド」』
- 2015年09月29日-2016年02月05日（21公演） - 『空想委員会ワンマンライブツアー「GPS～21機の人工衛星～」』
- 2016年04月08日-04月30日（3公演） - 『空想委員会リリースワンマンツアー「ダウトの行進」』
- 2016年06月23日-07月19日（5公演） - 『首謀者：空想委員会「大歌の改新」〜新世代登用編〜』
(共謀者) the irony/セプテンバーミー/the  quiet room/ココロオークション/サイダーガール/LILI LIMIT/Amelie/CRAZY VODKA TONIC/ドラマストア/Halo at 四畳半/Rick Rack
- 2016年06月24日-07月20日（5公演） - 『空想委員会みんなで作るリクエストワンマン Vol.1』
- 2016年09月22日 - 『空想委員会スペシャルワンマンライブ「空想トラベル presents 空想野外大音楽祭」』
- 2016年09月23日 - 『空想野外大音楽祭 後夜祭』
- 2016年11月05日 - 2017年01月26日（22公演） - 『首謀者：空想委員会「大歌の改新」第三期』
(共謀者)東京カランコロン/LEGO BIG MORL/SAKANAMON/phatmans after school/ヒトリエ/BRADIO/Suck a Stew Dry/イトヲカシ/夜の本気ダンス/CIVILIAN/Brian the Sun/CRAZY VODKA TONIC/SEIZE THE DAY/Shout it Out/WEAVER/GOOD ON THE REEL/空想委員会(インディーズ仕様)
- 2017年04月20日 - 『空想委員会リリース記念ワンマン』
- 2017年06月01日-07月23日（12公演） - 『空想委員会 デフォルメの青写真 リリースワンマンツアー『青写真の現像室』』
- 2017年09月09日-10月26日（11公演） - 『空想委員会ワンマンツアー『持ち寄った青写真を重ね合わせて描いた未来は歌だった』』
- 2017年12月02日 - 「第一回 株主総会　～もうすぐ三周年感謝祭～」
- 2017年12月24日 - 「第二回 株主総会　～もうすぐ三周年感謝祭～」
- 2023年12月9日 - 『空想委員会ラストワンマンライブ 解散式～委員長ありがとう！～』

### 出演イベント
- 2012年04月23日 - LIVE! TOWER RECORDS × SHIBUYA-La.mama 30th Anniversary〔relation〕　タワレコメン VS La.mamaメン
- 2012年06月02日・03日 - tricot「小学生と行く！SPACE TOUR 2012 梅雨」
- 2012年06月22日 - Lyu:Lyu「プシュケの血の跡」リリースワンマンツアー
- 2012年06月24日 - MUSIC DROP RECORDS presents「ONE」-「compilation ONE」サーキットツアー FINAL-
- 2012年07月15日 - 西村晋弥自主企画イベント「Change the　word vol.4」
- 2012年08月07日 - bananafish×月見ル君想フpresents “SCROLL!! vol.4”
- 2012年08月12日 - TREASURE05X ～glowing treasures 2nd day～
- 2012年08月26日 - DISK GARAGE MUSIC MONSTERS -2012 summer-
- 2012年08月31日 - RADIO BERRY ベリテンライブ〜Heven' Rock Utunomiya VJ-2〜
- 2012年10月06日 - MEGA☆ROCKS 2012
- 2012年11月02日 - MUSIC DROP 3rd ANNIVERSARY
- 2012年12月05日・06日 - Lyu:Lyu presents 「INCIDENT619 vol.3」
- 2012年12月11日 - CoolRunnings「シン/fiction」レコ発3MAN!!＜響心II＞
- 2012年12月31日 - LIVE DI:GA JUDGEMENT 2012
- 2013年02月02日 - KANA-BOONが人間をつくります。
- 2013年02月04日 - AFTER SCHOOL OF ROCK SPECIAL!
- 2013年02月10日 - 小南泰葉「LIVE TOUR 2013“コペルニクス的転回”」
- 2013年02月24日 - DISK GARAGE MUSIC MONSTERS -2013 winter-
- 2013年03月17日 - HAPPY JACK　2013
- 2013年05月03日 - 黒木渚1st mini album「黒キ渚」RELEASE TOUR「複合人格」
- 2013年05月04日 - 2013ひろしまフラワーフェスティバル
- 2013年05月12日 - high water
- 2013年05月19日 - GOOD ON THE REEL presents 「HAVE A "GOOD" NIGHT vol.10」
- 2013年06月08日 - SAKAE SP-RING 2013
- 2013年08月09日 - 音霊 OTODAMA「WE LOVE TO PLAY ON THE BEACH！2013」
- 2013年08月11日 - SUMMER SONIC 2013　OSAKA
- 2013年08月17日 - 東京工科大学 Music Festival 音楽祭2013
- 2013年08月20日 - SOUND SHOCK 2013
- 2013年08月23日 - TREASURE05X ～the crimson show～
- 2013年08月25日 - DISK GARAGE MUSIC MONSTERS -2013 summer-
- 2013年09月07日 - 東京藝術大学学園祭
- 2013年09月08日・16日 - ゲスの極み乙女。「ゲス乙女ルーレット」
- 2013年09月21日 - イナズマロックフェス 2013
- 2013年10月05日 - MEGA★ROCKS 2013
- 2013年10月08日・09日 - AUTUMN AFTER SCHOOL OF ROCK 2DAYS!
- 2013年10月14日 - MINAMI WHEEL 2013
- 2013年10月20日 - 法政大学学園祭
- 2013年10月26日 - 北陸学院大学 栄光祭
- 2013年10月27日 - hibiya yaon 90th anniversary MUSIC MONSTERS SPECIAL 2013 ～Today, Tomorrow & Forever～
- 2013年11月02日 - 明治大学 MEIJI ROCK FESTIVAL
- 2014年03月21日 - SANUKI ROCK COLOSSEUM ～BUSTA　CUP　5th round～
- 2014年03月22日 - FX 2014
- 2014年03月23日 - MUSIC CUBE 14
- 2014年06月14日 - 北海道医療大学 九十九祭
- 2014年07月26日 - MORNING RIVER SUMMIT 2014
- 2014年08月03日 - ROCK IN JAPAN FESTIVAL 2014
- 2014年08月16日 - RISING SUN ROCK FESTIVAL 2014 in EZO
- 2014年08月22日 - SOUND SHOCK2014
- 2014年08月24日 - DISK GARAGE MUSIC MONSTERS -2014 summer-
- 2014年08月30日 - ハナエ*フェス2014 ～夏のつめあと～
- 2014年09月02日 - ツタロック・スペシャル・ライブ
- 2014年09月06日 - TREASURE05X 2014 ～galaxy of liberty～
- 2014年09月20日 - アオーレ Rock Museum 2014
- 2014年10月04日 - MEGA★ROCKS 2014
- 2014年10月11日 - MINAMI WHEEL 2014
- 2014年10月13日 - 北星学園大学 第53回星学祭
- 2014年10月26日 - 了徳寺大学 第9回よつば祭
- 2014年11月02日 - 大阪芸術大学 Road Show
- 2014年12月27日 - RADIO CRAZY
- 2014年12月28日 - COUNTDOWN JAPAN 14/15
- 2015年03月06日 - NOTTV3 MUSICにゅっと。「にゅっと祭。」
- 2015年03月07日 - JAPAN'S NEXT vol.7
- 2015年03月21日 - FX 2015
- 2015年03月22日 - SANUKI ROCK COLOSSEUM
- 2015年03月22日 - MUSIC CUBE 15
- 2015年03月24日 - MBS　たいバーン！！LIVE ～ラブソング編～supported by タワーレコード／dヒッツ
- 2015年04月19日 - MAGIC OF LiFE「Don't Stop Music Fes. 栃木2015」
- 2015年05月03日 - JAPAN JAM BEACH 2015
- 2015年05月17日・18日 - SUPER BEAVER「『愛する』Release Tour 2015 〜愛とラクダ、10周年ふりかけ〜」
- 2015年05月23日・24日 - QOOLAND present's「新潟大平和祭り2015」
- 2015年06月07日 - ツタロック×SHIBUYA TSUTAYA presents SCRAMBLE FES 2015
- 2015年06月10日 - LIVEHOLIC presents GRAND OPENING SERIES vol.2
- 2015年06月13日 - 大ナナイトvol.100
- 2015年07月04日 - 見放題2015
- 2015年08月01日 - ZIP-FM SUMMER STAGE with LAGUNA TEN BOSCH
- 2015年08月02日 - SAY HELLO FESTIVAL 2015 in IOX-AROSA
- 2015年08月04日・05日 - 日本工学院八王子専門学校ミュージックカレッジNatsu Fes2015
- 2015年08月08日 - ROCK IN JAPAN FESTIVAL 2015
- 2015年08月22日 - テレビ岩手「5きげんな！内丸大縁日 前夜祭」
- 2015年09月06日 - TREASURE05X　2015 -rising force !-
- 2015年09月11日 - アンテナ企画「背伸びしたら見えるかな。Fes」
- 2015年09月22日 - Perfume FES!! 2015 〜三人祭〜
- 2015年10月11日 - uP!!!presents「MBS音祭2015 Final Party」
- 2015年10月12日 - MINAMI WHEEL 2015
- 2015年10月17日 - ETERNAL ROCK CITY.2015
- 2015年10月25日 - 尚美学園大学 第15回尚美祭
- 2015年10月31日 - 上智大学学園祭 ソフィア祭
- 2015年11月02日 - 大阪大学 第56回まちかね祭
- 2015年11月03日 - 法政大学「東京カランコロン×空想委員会　LIVE」
- 2015年12月03日 - CLUB CRAWL 10th anniversary URASHIBU 3333 ～12月3日に、CRAWLで出会ってから3年目で3度目の対バン、ちなみにミセスはCRAWL3か月連続出演～
- 2015年12月29日 - COUNTDOWN JAPAN 15/16
- 2016年02月27日 - DISK GARAGE MUSIC MONSTERS -2016 winter-
- 2016年03月05日 - 見放題東京2016
- 2016年03月27日 - テスラは泣かない。 presents High noble MATCH! in TOKYO #3
- 2016年03月30日 - VARIT.Goodies Collection
- 2016年04月10日 - RADIO BERRY "haruberrylive 2016"
- 2016年05月08日 - Don't Stop Music Fes. 栃木2016
- 2016年05月14日 - Ibaraki Sogobussan Ongaku Festival 2016 -茨城総合物産音楽フェスティバル-
- 2016年06月04日 - 百万石音楽祭 2016～ミリオンロックフェスティバル～
- 2016年06月05日 - Eggs presents SAKAE SP-RING 2016
- 2016年06月07日 - CRAZY VODKA TONIC「『刹那の一節』リリースツアー」
- 2016年07月18日 - 「Lyu:Lyu presents INCIDENT619 vol.9」
- 2016年08月04日・05日 - 高校生"Natsu Fes2016"
- 2016年08月06日 - KHB七夕フェスタ 〜音楽のチカラで宮城をもっと元気に！
- 2016年08月07日 - ROCK IN JAPAN FESTIVAL 2016
- 2016年08月18日 - 八戸三謝大祭
- 2016年08月27日 - テレビ岩手「5きげんな！内丸大縁日 前夜祭」
- 2016年09月18日 - 東北芸術工科大学学園祭ライブ「おとの怪ロックフェス」
- 2016年10月09日 - 公立はこだて未来大学 第17回未来祭
- 2016年10月16日 - 岩手大学 第67回不来方祭
- 2016年10月22日 - 帝京大学 第50回青舎祭「空想委員会×シナリオアート」
- 2016年10月23日 - 名古屋学院大学 第52回名学大祭
- 2016年10月29日 - 日本大学生物資源科学学部 藤桜祭2016
- 2016年10月30日 - 近畿大学生物理工学部 第24回きのくに祭
- 2016年11月03日 - 大東文化大学 大東祭
- 2016年12月24日 - MERRY ROCK PARADE 2016
- 2016年12月30日 - COUNTDOWN JAPAN 16/17
- 2017年02月19日 - ENERGY FES.2017〜繋がる未来世界の子供たち〜
- 2017年02月26日 - 芦沢munetto 音楽祭 〜生 ”NAMA”〜
- 2017年03月11日 - ふくしまFM主催　2017 STARTING LIVE
- 2017年03月16日 - FABLED NUMBER 1st full album『ILLUMINATE Tour 2017』
- 2017年03月30日 - ライブキッズあるある中の人企画ライブ行きたい最大規模で挑戦編
- 2017年04月15日 - Don't Stop Music Fes.TOCHIGI 2017
- 2017年04月22日 - FM NORTH WAVE & WESS presents IMPACT！Ⅻ
- 2017年05月03日 - FM802 FUNKY MARKET
- 2017年06月03日 - エコライフ・フェア 2017
- 2017年07月30日 - Sound Stream sakura 17th ANNIVERSARY 記憶の軌跡
- 2017年08月05日 - ROCK IN JAPAN FESTIVAL 2017
- 2017年08月07日・08日 - 高校生"Natsu Fes2017"
- 2017年08月27日 - 東海バンドフェスZepp2017
- 2017年08月28日 - BATTLE NEW×NEW!
- 2017年08月29日 - 奥田民生になりたいボーイに贈る 狂わせナイト
- 2017年10月14日 - 第2回福島ストリートミュージックフェスティバル
- 2017年10月20日 - 20th anni versary! THEイナズマ戦隊 JAPAN TOUR 2017-2018
- 2017年11月01日 - 東海大学湘南キャンパス　第63回建学祭コンサート
- 2017年11月04日 - 日本大学経済学部　三崎祭
- 2017年11月11日 - 名古屋市立大学滝子キャンパス 市大祭
- 2017年11月12日 - 静岡大学浜松キャンパス学園祭
- 2017年11月17日 - MUSIC GOLD RUSH
- 2017年11月19日 - AGESTOCK2017 in TOKYO DOME CITY HALL
- 2017年11月21日 - vivid undress presents"PROGRESS PRGRAM vol.9-ENDLESS release tour round2 in TOKYO-"
- 2017年11月24日 - 慶應義塾大学第59回三田祭　KEIO ROCK FESTIVAL 2017
- 2017年12月03日 - ウソツキ presents ウソツカナイミュージックツアー2017
- 2017年12月25日 - DOTAMA 2マンLIVE「社交辞令vol.2」
- 2017年12月31日 - COUNTDOWN JAPAN 17/18

## メディア出演

### ラジオ
- 三浦隆一のえんふりタイム（BeFM）
- ミュージック・デリバリー（レインボータウンFM他）